# فليكيستوك
فليكيستوك (بالإنجليزية: Fleckistock)‏ هو أحد جبال سلسلة جبال الألب أوري ويقع في كانتون أوري في سويسرا. يحتل المرتبة رقم 74 في قائمة جبال سويسرا من حيث الارتفاع، إذ يبلغ ارتفاعه حوالي 3416 متر، بينما يبلغ ارتفاع نتوء الجبل 760 متر، هذا وقد سجل أول وصول لقمة الجبل عام 1864.